# Labil
|  | Formatering af flertydig artikel Denne flertydige artikel er i øjeblikket ikke tilpasset det vedtagne format for flertydige artikler. |

Labil eller labilitet (senlatin: labilis)  henviser blandt andet til et kemisk produkt, en sygdom, et lands politiske situation, som let undergår en radikal ændring og i forbindelse med uligevægtig- og usikkerhed samt ændring af følelsesmæssige tilstande.
| Kemi | Spire Denne artikel om kemi er en spire som bør udbygges. Du er velkommen til at hjælpe Wikipedia ved at udvide den. |